# Stenocercus ornatissimus
Stenocercus ornatissimus är en ödleart som beskrevs av  Girard 1857. Stenocercus ornatissimus ingår i släktet Stenocercus och familjen Tropiduridae. Inga underarter finns listade i Catalogue of Life.